# Сорокин, Владимир Викторович
Влади́мир Ви́кторович Соро́кин (27 сентября 1905, Сычёвка — после 1964, Москва) — советский российский кларнетист, артист Большого симфонического оркестра Всесоюзного радио и Центрального телевидения, дипломант Всесоюзного конкурса, Заслуженный артист РСФСР (1962).

## Биография
В 1930 году Владимир Сорокин окончил Московский музыкальный техникум имени Скрябина по классу кларнета у солиста оркестра Большого театра Александра Петровича Александрова. С 1931 по 1964 год он был солистом БСО Всесоюзного радио и Центрального телевидения. В 1941 Сорокин стал дипломантом Всесоюзного конкурса музыкантов-исполнителей. В 1962 году ему было присвоено звание заслуженный артист РСФСР. Помимо работы в оркестре важную роль в творчестве Сорокина занимала сольная и ансамблевая концертная деятельность. Многие выступления Сорокина записаны на магнитофонную ленту.

## Награды и звания
- Дипломант Всесоюзного конкурса музыкантов-исполнителей (1941)
- Заслуженный артист РСФСР (1962)